# Dactylopterus volitans

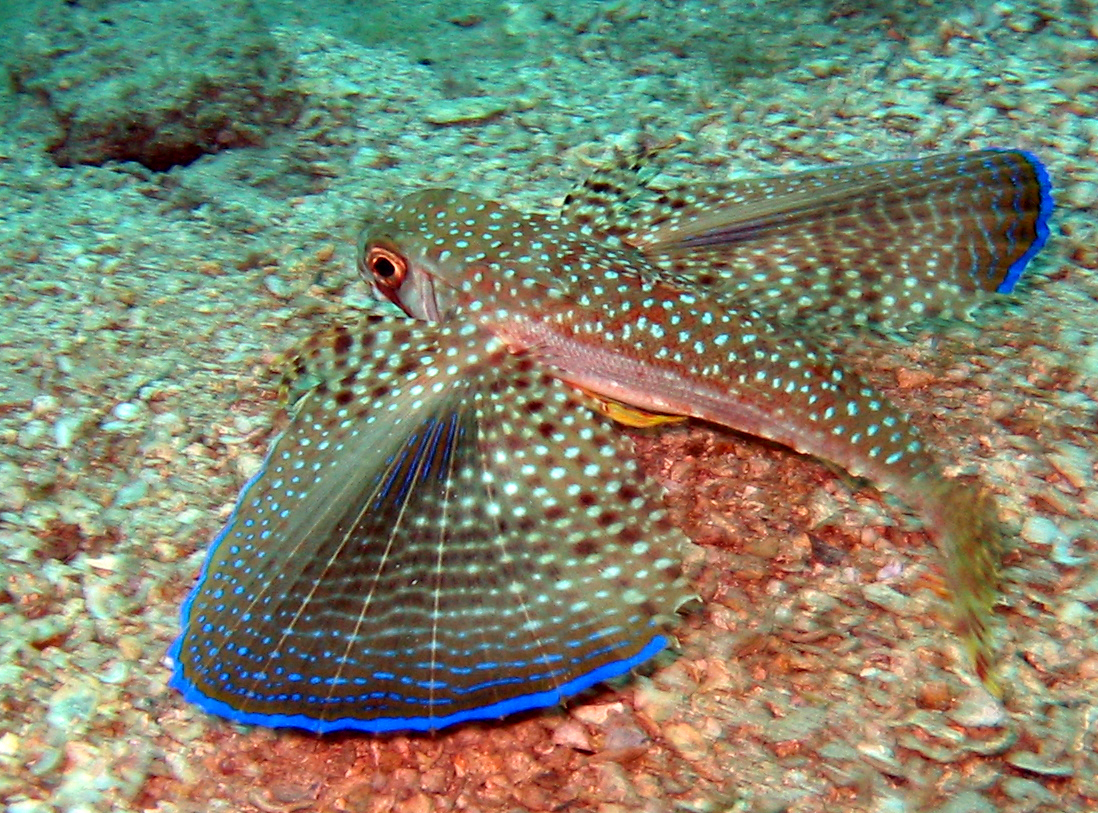
Ejemplar sobre un fondo de roca

El pez golondrina, chicharra o pez murciélago, entre otros nombres (Dactylopterus  volitans), es un pez de aguas tropicales y templadas perteneciente al género monotípico Dactylopterus. Estos son peces de ambos lados del océano Atlántico, encontrándose desde el norte de Nueva Jersey hasta Brasil, y sentido oeste-este, desde el canal de la Mancha hasta Angola.
Cuando está calmado, este pez parece bastante normal, pero cambia de forma cuando está inquieto; es entonces cuando el pez extiende sus «alas», que son semitransparentes, pero con la punta de un color azul brillante y fosforescente (para ahuyentar a los depredadores).
Mide en promedio 15 cm y a veces llega hasta 50 cm.